# Горица (Прозор-Рама)
Горица је насељено мјесто у општини Прозор-Рама, Босна и Херцеговина.

## Становништво
|         | 2013.       | 1991.         | 1981.         | 1971.        |
| Укупно  | 56 (100,0%) | 192 (100,0%)  | 226 (100,0%)  | 184 (100,0%) |
| Бошњаци | 30 (53,57%) | 109 (56,77%)1 | 120 (53,10%)1 | 95 (51,63%)1 |
| Хрвати  | 26 (46,43%) | 82 (42,71%)   | 106 (46,90%)  | 89 (48,37%)  |
| Остали  | –           | 1 (0,521%)    | –             | –            |

1. 1 На пописима од 1971. до 1991. Бошњаци су пописивани углавном као Муслимани.